# Peter Kyhl
Peter Larsen Kyhl (28. marts 1797 i Ballerup – 27. januar 1847 i København) var en dansk guldsmed, bror til urmageren Henrik Kyhl.

## Liv og gerning
Faderen, Lars Kyhl, der stammede fra Holsten, var en begavet jordbruger og hjulmand; moderen var Maren Jensdatter. Efter at have været i guldsmedelære etablerede han sig 1821 som guldsmed i København og gjorde sig her bekendt ved en smuk opfindelse. Med en dybtfølt sans for naturen, som han kaldte den bedste tegnemester, samlede han smukke eksemplarer af blade, fjer og andre naturgenstande, hvad der førte til, at han 1834 på Charlottenborg udstillede nogle såkaldte naturselvtryk, dvs. aftryk i metalplader af de originale naturgenstande, taget på en af ham opfundet måde. Opfindelsen blev anbefalet af både Kunstakademiet og Videnskabernes Selskab, ligesom den blev støttet af Den Reiersenske Fond, men for ham førte den ikke til noget praktisk resultat. En subskriptionsindbydelse på en samling aftryk skaffede ingen afsætning, og han synes kun selv at have gjort nogle få genstande (skeer) dekorerede med "oppressede naturlige Blade". Kyhl fik ikke noget ud af sin opfindelse, men betegnende er det, at tyve år senere gjorde direktøren for hof- og statstrykkeriet i Wien, Aloys Auer, nøjagtig den samme opfindelse, der da blev benyttet til fremstilling af billedtavler til botaniske værker.

## Ægteskab
Han døde 27. januar 1847. 30. januar 1821 havde han ægtet Ane Magdalene Elisabeth Schmidt (19. maj 1797 – 19. januar 1849), datter af pensionist i Søetaten Johan Tobias Schmidt.

## Gravsted
Han er begravet på Assistens Kirkegård.